# نیوآرک، نیویورک
نیوآرک (به انگلیسی: Newark) یک منطقهٔ مسکونی در ایالات متحده آمریکا است که در شهرستان وین، نیویورک واقع شده‌است. نیوآرک ۱۳٫۹ کیلومتر مربع مساحت و ۹٬۱۴۵ نفر جمعیت دارد و ۱۳۵ متر بالاتر از سطح دریا واقع شده‌است.